# 伍彌泰
伍彌泰（穆麟德轉寫：umitai，1713年—1786年），伍彌氏，蒙古正黃旗人，副將軍三等伯阿喇納子。和珅之外祖父。
伍彌泰在雍正二年襲爵。授佐領，不久就擢為散秩大臣，歷遷鑲白旗蒙古副都統。乾隆十五年，賜伯號曰誠毅。乾隆二十年，授涼州將軍。不久就被任命以將軍銜駐西藏辦事。乾隆二十四年，返京授為正藍旗蒙古都統。後來擔任江寧將軍。乾隆二十七年，以伍彌泰不勝任為由，被召還，仍為散秩大臣，命協辦伊犁事務。乾隆二十八年，命往烏魯木齊辦事。乾隆三十一年，返京署蒙古鑲黃、漢軍正白兩旗都統，並授內大臣。乾隆三十八年，改駐西藏辦事。四十一年，返京擢升理藩院尚書，兼鑲白旗漢軍都統。不久調任綏遠城將軍，駐紮西安。
乾隆四十五年，第六世班禪額爾德尼詣京師，命伍彌泰護行，仍還西安。乾隆四十八年，授其為吏部尚書、協辦大學士、鑲白旗蒙古都統，充上書房總諳達。乾隆四十九年，乾隆巡江、浙，命其留京辦事，授東閣大學士。並以其伍彌泰年邁，可在日出後入朝，免其入直。乾隆五十一年，七十四歲去世，贈太子太保，賜祭葬，謚文端。

## 延伸阅读
[在维基数据编辑]
 《清史稿·卷323》，出自趙爾巽《清史稿》